# Marvinci
Marvinci (macedónul: Марвинци) település Észak-Macedóniában, a Délkeleti körzetben, a Valandovói járásban.

## Népesség
| Lakosok száma | 336  | 365  | 379  | 462  | 564  | 526  | 519  | 504  | 437  |
|               | 1948 | 1953 | 1961 | 1971 | 1981 | 1991 | 1994 | 2002 | 2021 |

- 2002-ben 504 lakosa volt, akik közül 279 szerb és 225 macedón.